# Bosse (musicien)
Pour les articles homonymes, voir Bosse.
Bosse, de son vrai nom Axel Bosse (né le 22 février 1980 à Braunschweig), est un musicien allemand de pop. Le groupe qui le soutient lors des enregistrements et des représentations en direct se nomme également Bosse.

## Biographie

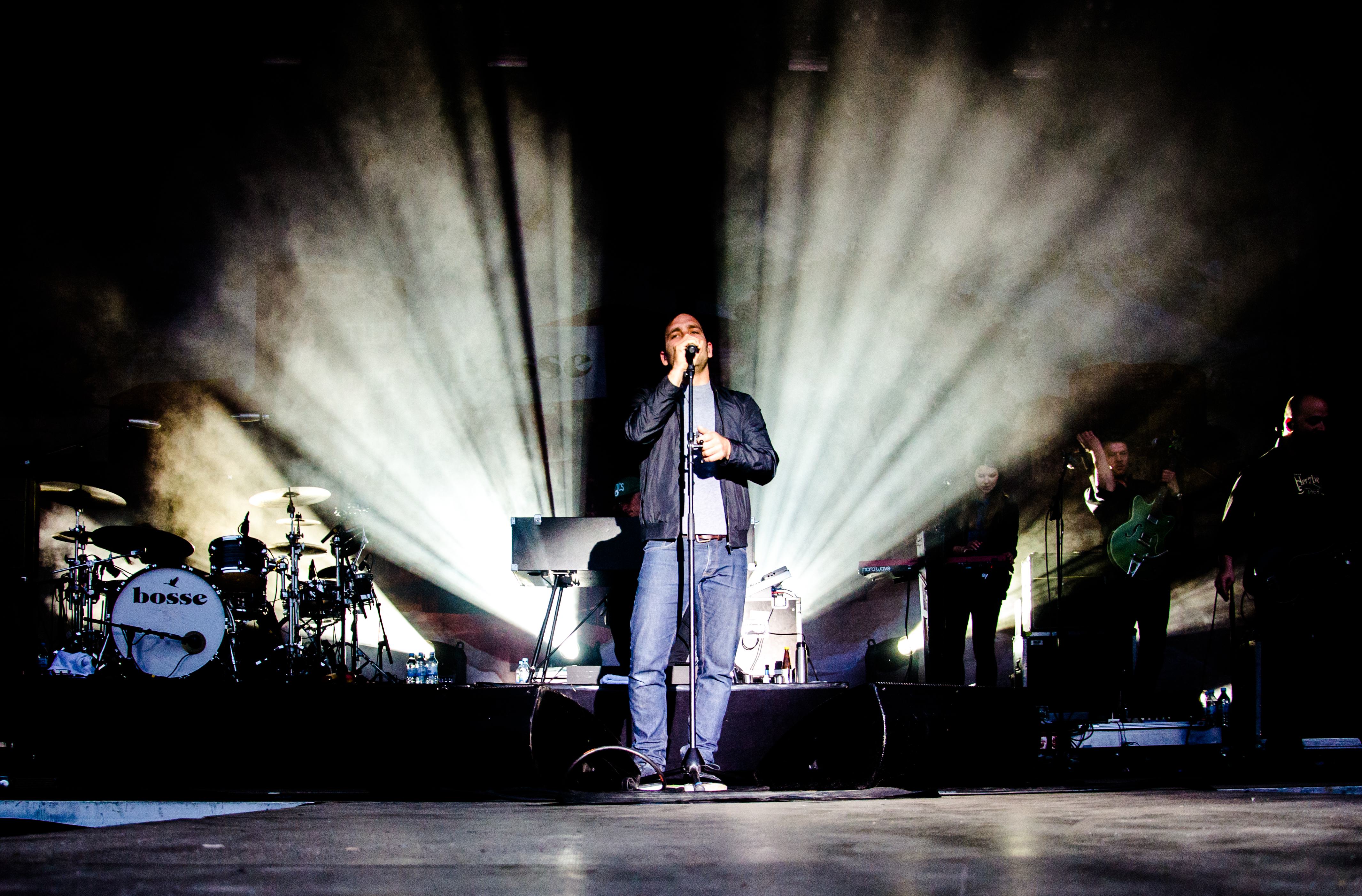
Bosse avec son groupe au Kosmonaut Festival 2014.

À l'âge de 17 ans, il signe son premier contrat d'enregistrement avec le label Sony Music Entertainment avec son groupe d'alors, Hyperchild. Le premier single se classe déjà dans les hit-parades, mais le groupe se sépare au bout de deux ans en raison de divergences créatives. En tant que chanteur d'Hyperchild, il a sa première interview télévisée avec Mola Adebisi sur VIVA. Après la dissolution du groupe, il se lance dans une carrière solo avec le nom simple de Bosse à partir de 2003. C'est à cette époque que le batteur Björn Krüger, le guitariste Thorsten Sala et le bassiste Theofilos Fotiadis (ex-membres d'Uncle Ho et Heyday) rejoint le groupe et ont formé, avec le pianiste Tobias Philippen (PeterLicht), le noyau du groupe live de Bosse. La formation de 2016 se compose de Thorsten Sala (guitare), Theofilos Fotiadis (basse, ukulélé basse), Stefan Lenkeit (claviers), Chris Heiny (batterie, percussions), Niklas Hardt (violoncelle), Martin Wenk (trompette, cor français, guitare) et Valentine Romanski (backing vocals, claviers). Depuis le départ de Valentine à l'automne 2021, la chanteuse Bowie les rejoint en tant que soutien pour les chœurs et les claviers.
En 2005, le premier album Kamikazeherz sort sous le label EMI et Bosse joue avec son groupe en première partie de Such a Surge, Madsen et Mando Diao. En 2006 suit le deuxième album solo Guten Morgen Spinner, enregistré en seulement sept jours avec le producteur Moses Schneider. L'année suivante, Bosse se sépare du label. Début 2009, il publie lui-même l'album Taxi, en coopération avec son management Scoop Music et la distribution de Rough Trade. Trois singles sont extraits de la collaboration avec Jochen Naaf (PeterLicht, Polarkreis 18). Par la suite, Bosse a collaboré avec le DJ electro Oliver Koletzki. La chanson U-Bahn est également publiée en 2009 sur le label de Koletzki, Stil vor Talent.
L'album Wartesaal, sur lequel Bosse avait écrit douze nouvelles chansons, est sorti début 2011 ; la chanson Frankfurt/Oder, un duo avec l'actrice Anna Loos du groupe Silly, avait été enregistrée plus tôt. Avec ce titre, Bosse se présente au Bundesvision Song Contest 2011 pour la Basse-Saxe, et obtient la troisième place. La reprise Zoutelande, enregistrée par le groupe néerlandais Bløf en collaboration avec la chanteuse flamande Geike Arnaert, atteint la première place du Mega Top 50 et du Nederlandse Top 40, ainsi que la troisième place du Dutch Charts, en janvier et février 2018,,,.
Le 3 septembre 2011, Bosse joue avec Philipp Poisel, Wir sind Helden, Clueso, Kraftklub, Marteria, Andreas Bourani et Max Prosa au Festival Die neuen DeutschPoeten sur le terrain de l'IFA à Berlin.
En 2013, 2014, 2015 et 2016, Bosse est invité à l'émission télévisée Circus HalliGalli de Joko und Klaas.
En 2013, Bosse joue dans un court-métrage réalisé par Franz Dinda pour la publication de ce dernier, Kavalier an Dame : 12 leidenschaftliche Poetkarten. Cette même année, avec le titre So oder so, il représente de nouveau la Basse-Saxe au Bundesvision Song Contest 2013. Avec 153 points, il remporte la victoire devant Johannes Oerding et MC Fitti. Le 8 mars 2013, il sort son cinquième album, Kraniche, à la production duquel participe Philipp Steinke, qui a également produit le duo Boy. Bosse a écrit certaines chansons à Istanbul, où il a passé plusieurs mois avec sa femme et sa fille. En Ombrie, Steinke a installé un studio d'enregistrement dans une maison de campagne, où l'album a été partiellement enregistré.
Après une pause en 2015, le sixième album d'Axel Bosse, Engtanz, sort le 12 février 2016. Dans cet album, l'auteur-compositeur se penche sur les liens avec les autres et avec lui-même. Il a notamment collaboré avec Casper pour la chanson Krumme Symphonie. L'album est le premier album de Bosse à atteindre la première place des charts allemands,. En 2018, Bosse publie la chanson Alles ist jetzt, annonçant ainsi son prochain album homonyme. La tournée Alles ist jetzt ! qui suit fait participer plus de 100 000 spectateurs.

## Vie personnelle

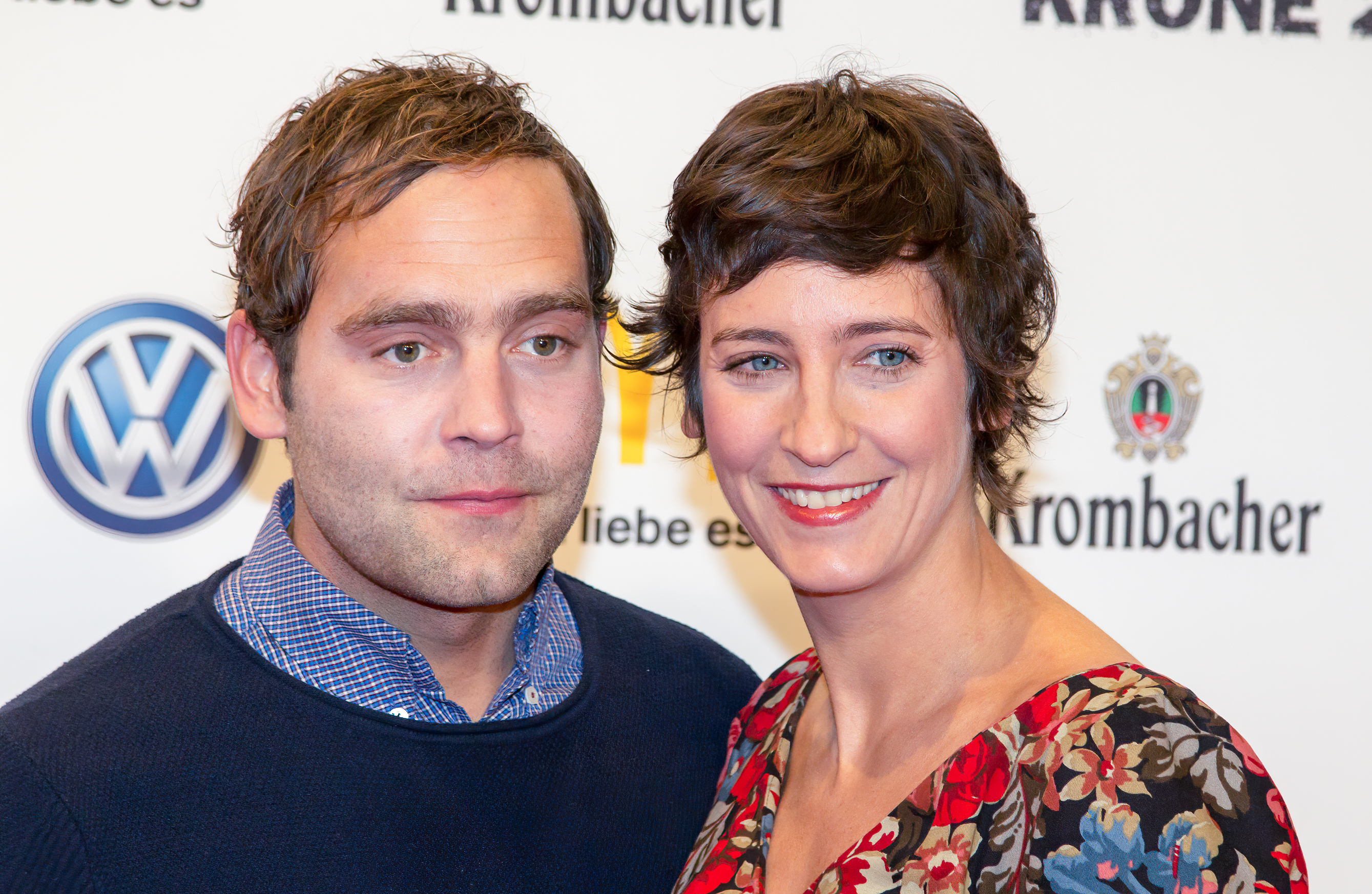
Axel et Ayşe Bosse lors de l'émission 1 Live Krone en 2014.

Axel Bosse a grandi à Hemkenrode, un quartier de Cremlingen, en Basse-Saxe. Il a fréquenté le lycée Kleine Burg de Braunschweig, mais l'a quitté avant d'avoir obtenu son baccalauréat. Il est marié à l'actrice Ayşe Bosse, avec laquelle il a une fille.

## Discographie

### Albums studio
- 2005 : Kamikazeherz (EMI Records)
- 2006 : Guten Morgen Spinner (EMI Records)
- 2009 : Taxi (Scoop)
- 2011 : Wartesaal (Vertigo Records)
- 2013 : Kraniche (Vertigo Records) (4x  Or)
- 2016 : Engtanz (Vertigo Records)
- 2018 : Alles ist jetzt (Vertigo Records)
- 2021 : Sunnyside (Vertigo Records)
- 2023 : Übers Träumen (Vertigo Records)

## Distinction notable
- 2013 : HANS – Der Hamburger Musikpreis, dans la catégorie « Artiste hambourgeois de l'année 2013 »[20].